# Camila Cabello
Camila Cabello, właśc. Karla Camila Cabello Estrabao (ur. 3 marca 1997 w Cojímar) – amerykańska piosenkarka i autorka tekstów pochodzenia kubańsko-meksykańskiego.
Zyskała rozpoznawalność w lipcu 2012 jako jedna z wokalistek girlsbandu Fifth Harmony utworzonego podczas drugiej edycji amerykańskiej wersji programu The X Factor. Podpisały kontrakt z wytwórniami Syco Music oraz Epic Records, które wydały ich dwa albumy studyjne. Od 2016 artystka solowa, która początkowo śpiewała gościnnie w singlach innych wykonawców, takich jak „Bad Things” Machine Guna Kelly’ego, który uplasował się w pierwszej piątce listy Billboard Hot 100. Wydała jeden solowy album studyjny pt. Camila (2018), z którym osiągnęła sukces komercyjny, m.in. docierając z nim do pierwszego miejsca listy Billboard 200 w Stanach Zjednoczonych. Płytę promowała singlem „Havana” z gościnnym udziałem Younga Thuga, który stał się światowym hitem, docierając na szczyt list przebojów, takich jak np. UK Singles Chart, Irish Singles Chart, Scottish Singles Chart, OLiS, ARIA Charts czy Hot 100.
Laureatka statuetek muzycznych, takich jak Billboard Music Awards, American Music Awards, MTV Video Music Awards, MTV Europe Music Awards czy Teen Choice Awards.

## Młodość
Urodziła się 3 marca 1997 w Cojimar na Kubie. Jej matką jest Kubanka Sinuhe Estrabao, a ojcem – Meksykanin Alejandro Cabello.
Ma siostrę o imieniu Sofia.
Początkowo mieszkała w Hawanie, następnie przeprowadziła się do Meksyku. W wieku 5 lat zamieszkała w Miami. Uczęszczała do szkoły średniej Palmetto w Miami, którą porzuciła w dziewiątej klasie w roku szkolnym 2012/13 dla kariery muzycznej.

## Kariera zawodowa
W 2012 wzięła udział w przesłuchaniach do programu The X Factor organizowanych w Greensboro w Karolinie Północnej. Została wyeliminowana z programu na pierwszym etapie, lecz wkrótce jurorzy zaproponowali jej i czterem innym uczestniczkom stworzenie grupy, znanej później jako Fifth Harmony. Zespół podpisał umowę z wytwórniami Syco Music oraz Epic Records. W finale programu zespół uplasował się na trzecim miejscu. Wspólnie wydały minialbum pt. Better Together oraz albumy Reflection (2015) i 7/27 (2016). 18 grudnia 2016 Cabello ogłosiła odejście z zespołu.
W listopadzie 2015 zaśpiewała gościnnie w singlu Shawna Mendesa „I Know What You Did Last Summer”, z którym dotarli do 18. miejsca listy Billboard Hot 100, natomiast do 20. miejsca notowania Canadian Hot 100. Utwór do dziś jest pokryty platyną w trzech krajach. Również w 2016 zaśpiewała gościnnie na singlu rapera Machine Gun Kelly „Bad Things”, który został jej piosenką solową znajdującą się w pierwszej „piątce” notowania Hot 100. Magazyn Time uwzględnił ją na liście „25 najbardziej wpływowych nastoletnich artystów 2016”. 17 lutego 2017 pojawiła się gościnnie na singlu norweskiego DJ-a Cashmere Cata „Love Incredible”, który znalazł się na jego debiutanckim albumie pt. 9. Współpracowała także z Pitbullem i J Balvinem przy „Hey Ma”, drugim singlu promującym ścieżkę dźwiękową do filmu Szybcy i wściekli 8. Utwór w języku hiszpańskim wraz z teledyskiem miał premierę 10 marca 2017, a jego wersja anglojęzyczna – 6 kwietnia. Pojawiła się również w singlu Major Lazer „Know No Better” wraz z gościnnym udziałem raperów, Travisa Scotta i Quavo.
W maju 2017 zapowiedziała wydanie debiutanckiego, solowego albumu pt. The Hurting. The Healing. The Loving., który opisała jako „historię swojej podróży z ciemności do światła oraz czasu, gdy była zagubiona do momentu, w którym znalazła siebie ponownie”. 19 maja zaprezentowała debiutancki singiel „Crying in the Club”, który zaśpiewała premierowo w trakcie 24. gali rozdania nagród Billboard Music Awards. Z singlem dotarła do 47. miejsca listy przebojów w USA. W lipcu 2017 została supportem Bruno Marsa podczas jego światowej trasy koncertowej pt. 24K Magic World Tour i wystąpiła na przydzielonych koncertach. Następnie wydała singiel „Havana”, z gościnnym udziałem Younga Thuga, który osiągnął międzynarodowy sukces, docierając na szczyt list przebojów w wielu krajach i zdobywając certyfikat wielokrotnej platynowej płyty w krajach, takich jak Wielka Brytania, Polska, Stany Zjednoczone czy Australia. Zrealizowany do piosenki teledysk osiągnął ponad 1,5 mld odtworzeń w serwisie YouTube. 12 stycznia 2018 wydała album pt. Camila, skupiony na muzyce pop i inspirowany muzyką latynoamerykańską czy R&B. Wydawnictwo zadebiutowało na szczycie Billboard 200 oraz uzyskało status złotej płyty w USA. Kolejnym singlem z albumu została piosenka „Never Be the Same”. W kwietniu wyruszyła w pierwszą solową trasę koncertową pt. Never Be the Same Tour, a także została supportem na trasie Taylor Swift pt. Taylor Swift's Reputation Stadium Tour, która trwała od maja do października 2018. Podczas 25. ceremonii rozdania nagród Billboard Music Awards została czwartym laureatem (trzecim żeńskim) statuetki Billboard Chart Achievement oraz wystąpiła na jej scenie z nagraniem „Havana”, a także premierowo wykonała utwór „Sangria Wine” z gościnnym udziałem Pharrella Williamsa, który wydała dwa dni przed galą. 31 lipca 2018 została headlinerem podczas koncertu na arenie Mohegan Sun Arena w Uncasville w Connecticut. 2 sierpnia pojawiła się gościnnie w remiksie do singla Bazziego „Beautiful”, który dotarł do pierwszej „czterdziestki” w Wielkiej Brytanii i pierwszej „trzydziestki” w USA. Dwoma ostatnimi singlami z krążka pt. Camila zostały utwory „Real Friends” (wraz ze Swaem Lee) i „Consequences”, którego oficjalny teledysk wydała dzień po 46. rozdaniu nagród American Music Awards, na której odebrała cztery statuetki.
W kwietniu 2019 ogłoszono, że zagra tytułową rolę w filmie muzycznym Kopciuszek wytwórni Sony Pictures Entertainment. Występ w filmie był jej debiutem aktorskim, do którego przygotowywała się pod okiem reżysera Anthony’ego Meindla. Ponadto nagrała piosenki na ścieżkę dźwiękową do filmu. Film miał premierę we wrześniu 2021 i zebrał chłodne recenzje.

## Działalność pozamuzyczna
Została ambasadorką marki odzieżowej Guess (2017).
W listopadzie 2018 została nową ambasadorką Save the Children.
Reklamuje kosmetyki do włosów marki L’Oréal Paris.

## Charakterystyka muzyczna i inspiracje
Jest głównie wokalistką pop i R&B, z wpływem muzyki latynoskiej. Do swojego debiutanckiego albumu dołączyła gatunki, takie jak reggaeton, dancehall czy hip-hop.
Jej największymi inspiracjami muzycznymi w muzyce latynoamerykańskiej są Alejandro Fernández i Celia Cruz. Podczas produkcji albumu Camilla inspirowała się też artystami, takimi jak Calle 13 czy J Balvin. Innymi jej inspiracjami muzycznymi są Michael Jackson, Shakira i Rihanna, natomiast dla pisania tekstów – Ed Sheeran i Taylor Swift.

## Życie prywatne
Od lutego 2018 roku Cabello była związana z brytyjskim YouTuberem Matthew Husseyem, para rozstała się w czerwcu 2019 roku. Później zaczęła spotykać się z piosenkarzem Shawnem Mendesem. 17 listopada 2021 roku Cabello i Mendes ogłosili rozstanie za pośrednictwem Instagrama.
W 2020 roku wyjawiła, że cierpi na zaburzenia lękowe oraz na zaburzenia obsesyjno-kompulsyjne. Mieszka w willi w stylu śródziemnomorskim w Hollywood Hills w Los Angeles (stan Kalifornia).

## Dyskografia
- Camila (2018)
- Romance (2019)
- Familia (2021)
- C,XOXO (2024)

## Nagrody i nominacje
| Rok  | Gala rozdania                 | Kategoria                                 | Tytułem                                                    | Wynik         |
| ---- | ----------------------------- | ----------------------------------------- | ---------------------------------------------------------- | ------------- |
| 2016 | iHeartRadio MuchMusic Awards  | Ulubiony teledysk fanów                   | „I Know What You Did Last Summer” (z Shawnem Mendesem)     | Wygrana       |
| 2016 | iHeartRadio MuchMusic Awards  | Najlepszy teledysk popowy                 | „I Know What You Did Last Summer” (z Shawnem Mendesem)     | Wygrana       |
| 2016 | iHeartRadio MuchMusic Awards  | Teledysk roku                             | „I Know What You Did Last Summer” (z Shawnem Mendesem)     | Nominacja     |
| 2016 | Premios Juventud              | Ulubiony hit                              | „I Know What You Did Last Summer” (z Shawnem Mendesem)     | Nominacja     |
| 2016 | Teen Choice Awards            | Ulubiona piosenka o zerwaniu              | „I Know What You Did Last Summer” (z Shawnem Mendesem)     | Nominacja     |
| 2017 | Billboard Music Awards        | Najlepsza współpraca raperska             | „Bad Things” (z Machine Gun Kelly)                         | Nominacja     |
| 2017 | iHeartRadio MuchMusic Awards  | Najlepszy nowy międzynarodowy artysta     |                                                            | Wygrana       |
| 2017 | iHeartRadio Music Awards      | Najlepszy przełom solowy                  |                                                            | Nominacja     |
| 2017 | MTV Millennial Awards         | Globalny Instagram                        |                                                            | Wygrana       |
| 2017 | Premios Juventud              | Najlepsza piosenka trio                   | „Hey Ma” (z Pitbullem i J Balvinem)                        | Nominacja     |
| 2017 | Radio Disney Music Awards     | Najlepsza współpraca                      | „Bad Things” (z Machine Gun Kelly)                         | Wygrana       |
| 2017 | Teen Choice Awards            | Ulubiona piosenka artystki                | „Crying in the Club”                                       | Wygrana       |
| 2017 | Teen Choice Awards            | Ulubiona piosenka elektroniczna/taneczna  | „Know No Better” (z Major Lazer, Travisem Scottem i Quavo) | Wygrana       |
| 2017 | Teen Choice Awards            | Ulubiona piosenka latynoska               | „Hey Ma” (z Pitbullem i J Balvinem)                        | Nominacja     |
| 2017 | Teen Choice Awards            | Ulubiona artystka lata                    |                                                            | Wygrana       |
| 2017 | Teen Choice Awards            | Choice Female Hottie                      |                                                            | Wygrana       |
| 2017 | Kids’ Choice Awards Colombia  | Ulubiony międzynarodowy artysta lub grupa |                                                            | Wygrana       |
| 2017 | Kids’ Choice Awards Colombia  | Ulubiona współpraca                       | „Hey Ma” (z Pitbullem i J Balvinem)                        | Wygrana       |
| 2017 | Kids’ Choice Awards Mexico    | Ulubiony międzynarodowy artysta lub grupa |                                                            | Nominacja     |
| 2017 | Kids’ Choice Awards Mexico    | Ulubiona współpraca                       | „Hey Ma” (z Pitbullem i J Balvinem)                        | Nominacja     |
| 2017 | Premios Juventud              | Najlepsza piosenka taneczna               | „Hey Ma” (z Pitbullem i J Balvinem)                        | Nominacja     |
| 2017 | Billboard Women in Music      | Przełomowy artysta                        |                                                            | Wygrana       |
| 2017 | BMI London Awards             | Pop Award Songs                           | „All in My Head (Flex)”                                    | Wygrana       |
| 2017 | Latin Grammy Awards           | Najlepsza piosenka miejska                | „Hey Ma” (z Pitbullem i J Balvinem)                        | Nominacja     |
| 2017 | LOS40 Music Awards            | Lo+40 Best Artist Award                   |                                                            | Nominacja     |
| 2017 | Meus Prêmios Nick             | Ulubiony artysta międzynarodowy           |                                                            | Nominacja     |
| 2017 | Meus Prêmios Nick             | Ulubiona współpraca                       | „Hey Ma” (z Pitbullem i J Balvinem)                        | Wygrana       |
| 2017 | Kids’ Choice Awards Argentina | Ulubiony międzynarodowy artysta lub grupa |                                                            | Wygrana       |
| 2017 | Kids’ Choice Awards Argentina | Ulubiona współpraca                       | „Hey Ma” (z Pitbullem i J Balvinem)                        | Wygrana       |
| 2017 | MTV Europe Music Awards       | Najlepszy pop                             |                                                            | Wygrana       |
| 2017 | MTV Video Music Awards        | Piosenka lata                             | „OMG” (z Quavo)                                            | Nominacja     |
| 2017 | Telehit Awards                | Solistka roku                             |                                                            | Nominacja     |
| 2018 | Global Awards                 | Najlepsza piosenka                        | „Havana” (z Young Thug)                                    | Nominacja     |
| 2018 | Global Awards                 | Najlepsza kobieta                         |                                                            | Wygrana       |
| 2018 | Global Awards                 | Wschodząca gwiazda                        |                                                            | Nominacja     |
| 2018 | Global Awards                 | Najlepszy pop                             |                                                            | Nominacja     |
| 2018 | iHeartRadio Music Awards      | Najlepszy nowy artysta pop                |                                                            | W oczekiwaniu |
| 2018 | iHeartRadio Music Awards      | Najlepsi fani                             |                                                            | W oczekiwaniu |
| 2018 | iHeartRadio Music Awards      | Najlepszy przełom solowy                  |                                                            | W oczekiwaniu |
| 2018 | iHeartRadio Music Awards      | Najlepszy cover piosenki                  | „Say You Won’t Let Go” (z Machine Gun Kelly)               | W oczekiwaniu |
| 2018 | iHeartRadio Music Awards      | Najlepszy remiks                          | „Havana” (z Young Thug)                                    | W oczekiwaniu |
| 2018 | iHeartRadio Music Awards      | Fangirls Award                            |                                                            | Wygrana       |
| 2018 | MTV Video Music Awards        | Teledysk roku                             | „Havana” (z Young Thug)                                    | Wygrana       |
| 2018 | MTV Video Music Awards        | Piosenka roku                             | „Havana” (z Young Thug)                                    | Nominacja     |
| 2018 | MTV Video Music Awards        | Najlepszy teledysk popowy                 | „Havana” (z Young Thug)                                    | Nominacja     |
| 2018 | MTV Video Music Awards        | Najlepsza choreografia                    | „Havana” (z Young Thug)                                    | Nominacja     |
| 2018 | MTV Video Music Awards        | Artysta roku                              |                                                            | Wygrana       |
| 2019 | The Pop Hub Awards            | Album roku                                | Camila                                                     | W oczekiwaniu |
| 2019 | The Pop Hub Awards            | Najwięksi fani                            | Camilizers                                                 | W oczekiwaniu |
| 2019 | MTV Video Music Awards 2019   | Najlepsza współpraca                      | „Señorita” (z Shawnem Mendesem)                            | Wygrana       |
| 2019 | MTV Video Music Awards 2019   | Najlepsze zdjęcia                         | „Señorita” (z Shawnem Mendesem)                            | Wygrana       |
| 2019 | MTV Video Music Awards 2019   | Najlepsza dyrekcja artystyczna            | „Señorita” (z Shawnem Mendesem)                            | Nominacja     |
| 2019 | MTV Video Music Awards 2019   | Najlepsza choreografia                    | „Señorita” (z Shawnem Mendesem)                            | Nominacja     |
| 2019 | MTV Video Music Awards 2019   | Utwór lata                                | „Señorita” (z Shawnem Mendesem)                            | Nominacja     |